# Shoppyland Schönbühl

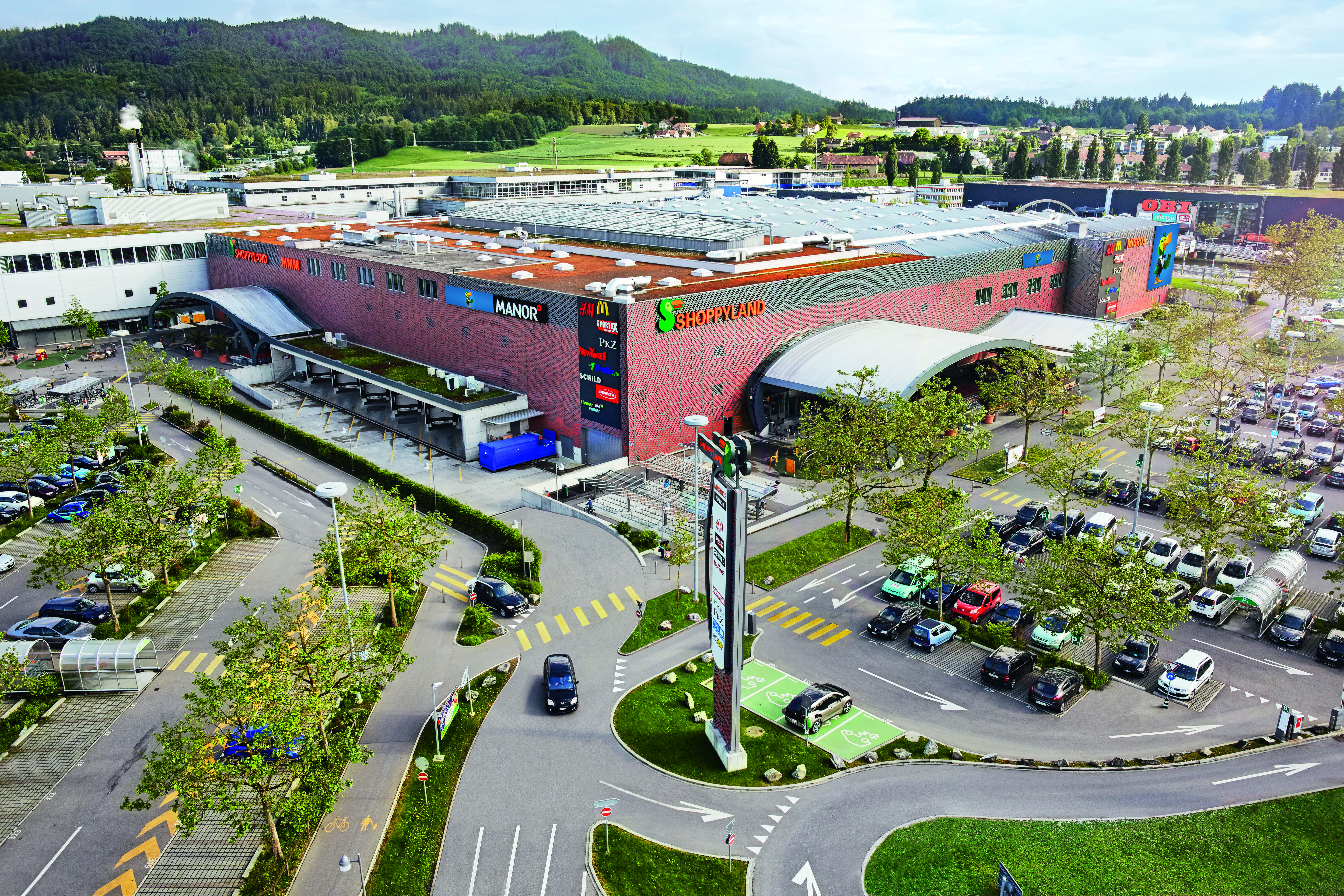
Das Shoppyland Schönbühl

Das Shoppyland Schönbühl ist das grösste Shoppingcenter der Region Bern und des Espace Mittelland und umfasst über 80 Geschäfte.
Es ist ein Einkaufszentrum, das – im Widerspruch zum Namen – grösstenteils auf dem Gebiet der Gemeinde Moosseedorf liegt, eines Dorfes ungefähr 10 km nördlich der Stadt Bern und angrenzend an Urtenen-Schönbühl. Es ist im Besitz der Genossenschaft Migros Aare und wurde am 6. März 1975 als eines der ersten dezentralen Einkaufszentren der Schweiz eröffnet. Heute ist das Shoppyland das fünftgrösste Einkaufszentrum der Schweiz und das grösste im Espace Mittelland.
Die Genossenschaft Migros Aare hat ihren Sitz und ihre Verwaltung neben dem Einkaufscenter Shoppyland.
Von 2006 bis 2010 wurde das Shoppyland gesamterneuert, die Wiedereröffnung fand Ende April 2010 statt.

## Erschliessung
Das Shoppyland liegt unmittelbar an der Gabelung der Autobahnen A1 und A6. Ausserdem ist das Einkaufscenter durch eine eigene S-Bahn-Station des RBS mit Bern und Jegenstorf verbunden.

## Aufbau
Das Shoppyland besteht aus zwei Gebäuden, dem Hauptgebäude «Shoppyland» (östlich) und dem zweiten Gebäude «OBI Fachmarktcenter» (westlich), die durch eine über die Autobahn führende Fussgängerbrücke verbunden sind.
Das zweite Gebäude hat ein Erdgeschoss und ein Obergeschoss, das Hauptgebäude hat ein Untergeschoss, ein Erdgeschoss sowie drei Obergeschosse, wobei im dritten die Centerleitung zu finden ist.
Das Shoppyland hat sieben Parkings (Parkplätze), davon sind drei im Freien.

## Bargeldloser Zahlungsverkehr
Der Beginn des bargeldlosen Zahlungsverkehrs bei der Migros begann 1987, als die Migros-Genossenschaft Bern zusammen mit der Migros Bank ein Test mit POS-Terminals im Shoppyland durchführte. Die Postomat Plus-Karte, ein Vorläufer der Postfinance Card, kam erstmals 1988 zum Einsatz.